# Mark V*
Mark V* (также Mk V*, в русском переводе читается, как «Марк пять со звездой») — британский тяжёлый танк времен Первой мировой войны. Является фронтовой модификацией тяжёлого танка Mk V. Этот танк был сделан путём добавления двухметровой секции в разрезанный пополам корпус танков Mk IV или Mk V. То есть машина, не потеряв продольной жёсткости, получила возможность преодолевать более широкие рвы и окопы. Сцепление гусениц с грунтом улучшилось, увеличился внутренний объём, что позволило перевозить дополнительные припасы или десант из 25 пехотинцев. Первая попытка высадить танковый десант была 8 августа 1918 года под Амьеном, но она была неудачной - солдаты угорали из-за плохой вентиляции. Всего модифицировали 579 танков, и ещё 25 Mk V* были переоборудованы из Mk V прямо в процессе производства.